# Bang Boom Bang

Bang Boom Bang : logo.

Bang Boom Bang est un film allemand de Peter Thorwarth.

## Synopsis
Pendant que son complice Kalle est en taule, Keek jette par les fenêtres l'argent volé en commun…
Quand Kalle revient et réclame sa part, Keek avec ses amis Andy, Schlucke et Ratte est contraint de cambrioler Kampmann, un homme d'affaires.

## Fiche technique
- Titre original : Bang Boom Bang
- Sous-titre : Ein todsicheres Ding
- Réalisation : Peter Thorwarth
- Scénario : Peter Thorwarth, Stefan Holtz
- Images : Eckhard Jansen
- Montage : Anja Pohl
- Musique : Rainer Kühn
- Producteurs : Christian Becker, Thomas Häberle
- Sociétés de production : ProSieben Productions (Unterföhring) ; Becker & Häberle Filmproduktion (Krefeld) ; Senator Film Produktion (Berlin)
- Pays d'origine : Allemagne
- Langue : allemand
- Date de sortie : août 1999
- Genre : comédie
- Durée : 107 minutes (1h47)

## Distribution
- Oliver Korittke (Keek)
- Markus Knüfken (Andy)
- Ralf Richter (Kalle)
- Sabine Kaack (Manuela)
- Dieter Krebs (Werner Kampmann)
- Christian Kahrmann (Mark Kampmann)
- Martin Semmelrogge (Schlucke)
- Heinrich Giskes (Ratte)
- Alexandra Neldel (Melanie)
- Jochen Nickel (Frank Thauer)
- Hilmi Sözer (Hilmi)
- Willi Thomczyk (Willi)
- Til Schweiger (Brown)
- Ingold Lück (réalisateur porno)
- Ellen ten Damme (Maike)

## Récompense
Peter Thorwarth a reçu pour ce film en 1999 au Festival de Munich le "Förderpreis Deutscher Film", récompensant les artistes prometteurs du cinéma allemand.

## Anecdote
Bang Boom Bang constitue avec Was nicht passt, wird passend gemacht (2002) et Goldene Zeiten (2005), une trilogie (Unna-Trilogie) ayant toujours pour cadre la région d'Unna dont est originaire le réalisateur.